# Danomyia tanaos
Danomyia tanaos là một loài ruồi trong họ Asilidae. Danomyia tanaos được Londt miêu tả năm 1993. Loài này phân bố ở vùng nhiệt đới châu Phi.